# 贛語
贛語（かんご）は、シナ・チベット語族、シナ語派の言語の一つである。中国語の方言区分の一つ。使用率は漢民族人口の2.4%で、七大方言では最も少ない。
その分布地域は江西省中部および北部、湖南省東南部、福建省西北部および安徽省・湖北省の一部である。その代表として南昌語が挙げられる。

## 特徴
- 清濁の対立 - 存在しない。ただし、北方語とは違い、古濁音は有気音に変化している。例えば「大」や「道」は[tʰ]で発音される。
- 歯擦音 - 歯茎音[s, ʦ, ʦʰ]のみが存在する。
- 鼻韻母 - [n]と[ŋ]の区別があるが、[m]はなく[n]に合流している。
- 入声韻 - 南昌では[-t]、[-k]のみだが、臨川では[-p]も見られる。
- 声調 - 六つが一般的。
- その他
  - 声母に[l]はあるが、[n]は存在しない。例えば「南」は「藍」のように発音される。ただし、[i]の前では歯茎硬口蓋鼻音[ȵ]が現れる。

## 音韻
南昌語を代表とすると、贛語では、19の声母、65の韻母、七つの声調がある。

### 声調
声調は中古四声が陰陽に分かれた七声を有する。その中の二声は入声であり、トーンの違いとしては五つである。

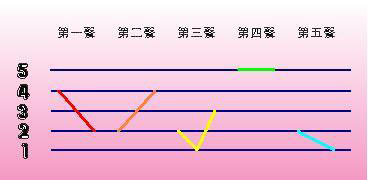
贛語の声調

1. 陰平 (42)
2. 陽平 (24)
3. 上声 (213)
4. 陰去 (55)
5. 陽去 (21)
6. 陰入 (5)
7. 陽入 (21)

## 文字
文字は漢字を使用する。